# Sant'Elia a Pianisi
Sant'Elia a Pianisi é uma comuna italiana da região do Molise, província de Campobasso, com cerca de 2.276 habitantes. Estende-se por uma área de 67 km², tendo uma densidade populacional de 34 hab/km². Faz fronteira com Bonefro, Carlantino (FG), Colletorto, Macchia Valfortore, Monacilioni, Ripabottoni, San Giuliano di Puglia.

## Demografia
| Variação demográfica do município entre 1861 e 2011                               |
|                                                                                   |
| Fonte: Istituto Nazionale di Statistica (ISTAT) - Elaboração gráfica da Wikipedia |